# 马克·亨德里克森
马克·艾伦·亨德里克森（英語：Mark Allan Hendrickson，1974年6月23日—），美国NBA联盟职业篮球运动员，MLB聯盟職業棒球運動員。他在1996年的NBA选秀中第2轮第2顺位被费城76人选中，2002年進入MLB後效力球隊為多倫多藍鳥。

## 效力球隊
- NBA 費城76人 1996-1997
- NBA 沙加緬度國王 1997-1998
- NBA 紐澤西籃網 1999
- NBA 克里夫蘭騎士 1999-2000
- NBA 紐澤西籃網 2000
- MLB 多倫多藍鳥 2002-2003
- MLB 坦帕灣魔鬼魚 2004-2006
- MLB 洛杉磯道奇 2006-2007
- MLB 佛羅里達馬林魚 2008
- MLB 巴爾的摩金鶯 2009-2011